# سیبری (قاره)

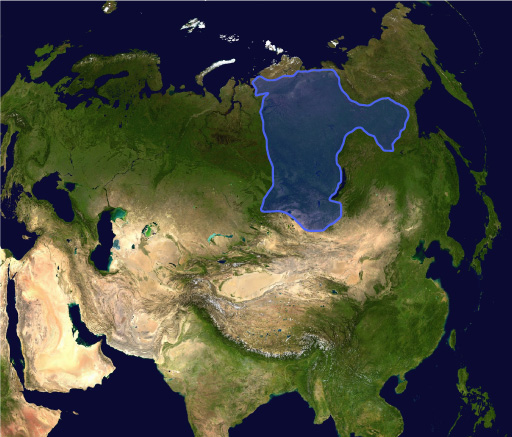
موقعیت کنونی کراتون سیبری در آسیا

قاره سیبری (انگلیسی: Siberia) که آنگارالند یا آنگاریدا نیز نامیده می‌شود، یک کراتون قدیمی است که در قلب سرزمین سیبری قرار دارد و امروزه فلات مرکزی سیبری را تشکیل می‌دهد. این کراتون پیش از دوره پرمین یک قاره مستقل را تشکیل داده بود.
آنگارالند توسط ادوارد سوس زمین‌شناس اتریشی‌ به این نام خوانده شد. سوس به اشتباه معتقد بود که در دوران دیرینه‌زیستی دو قاره بزرگ در نیم‌کره شمالی وجود داشته است: آتلانتیس که حاصل اتصال آمریکای شمالی به اروپا توسط یک شبه‌جزیره (گرینلند و ایسلند) بوده و آنگارالند در شرق آسیا. وی نام آنگارالند را از نام رود آنگارا در سیبری اقتباس کرد. 